# Tsidii Le Loka
Tsidii Le Loka-Lupindo est une chanteuse afro-américaine.
Son plus grand succès est sans doute son interprétation du personnage de Rafiki dans la comédie musicale : Le Roi lion, dont elle signé également quelques arrangements. Sa performance lui a valu d'être nommée aux Tony Awards en 1998.
Elle a aussi participé au spectacle Riverdance à Broadway.

## Filmographie
- 2003 : Le Journal d'Ellen Rimbauer (The Diary of Ellen Rimbauer) : Sukeena
- 2000 : New York, police judiciaire (Law and Order) Saison 11 épisode 19: Madame N'Dabe